# 湘阴渡街道
湘阴渡街道是中华人民共和国湖南省郴州市永兴县下辖的一个街道办事处。2018年7月设立。以原来的便江镇的新湾、牛雅、洞洪、大寺、山冲、油塘、松柏、堡口、湘阴、胜利、夹口、荷叶、南塘、滩头、滩洞、石塘、田心、燕尾18个建制村，湘阴渡、高矿2个社区为湘阴渡街道的管辖范围。
2011年10月，當地發生嚴重警民衝突，一家磚廠被政府人員指控違規經營，廠內人員被百多名政府人員及公安歐打，一名七十多歲老婦亦被打至奄奄一息，甚至連警棍也被打斷。

## 行政区划
湘阴渡街道下辖以下村级行政区划单位：
湘阴渡社区、山冲村、油塘村、松柏村、毛家村、堡口村、湘阴村、桥头村、胜利村、夹口村、荷叶村、南塘村、滩头村和滩洞村。